# Fascia cribriformis
Le fascia cribriformis peut désigner un feuillet aponévrotique du membre inférieur situé dans la cuisse ou une partie du fascia inter-ptérygoïdien.

## Fascia cribriformis de la cuisse
Le fascia cribriformis de la cuisse est le seul répertorié par la nomenclature anatomique TA2.
Il est constitué par le feuillet superficiel du fascia lata devant le canal fémoral. Il est tendu entre le muscle sartorius, le muscle long adducteur et le ligament inguinal.
Il est perforé de nombreux orifices donnant passage à des vaisseaux et à des nerfs. Le plus important de ces orifices est le hiatus saphène pour le passage de la veine saphène interne.

## Fascia cribriformis du crâne
Le fascia cribriformis situé dans le crâne désigne par la partie du fascia inter-ptérygoïdien située au-dessus du ligament ptérygo-épineux.
Il laisse passer les nerfs crâniens ptérygoïdien médial, tenseur du voile du palais et tenseur du tympan (3 divisions du tronc commun rostral provenant du nerf mandibulaire (V3)) passent dans par le fascia cribriformis après avoir quitté leur tronc commun.